# Enfield (New York)
Enfield est une ville du comté de Tompkins, dans l'État de New York, aux États-Unis,. En 2010, elle compte une population de 3 512 habitants.

## Démographie
Lors du recensement de 2010, la ville comptait une population de 3 512 habitants, tandis qu'en 2016, elle est estimée à 3 601 habitants.